# ヒメダイ属
ヒメダイ属（学名 Pristipomoides ）は、スズキ目・フエダイ科の下位分類群の一つ。インド太平洋熱帯域に分布する。

## 分類
本属は1852年にオランダの魚類学者、爬虫類学者、医師のピーター・ブリーカーによって、バラヒメダイを唯一の種とする単型属として記載された。属名は、Pristipoma に「ような」を意味する接尾辞 oides を加えたもので、ブリーカーは P. typus は Pristipoma 属と近縁で同じ科に属すると考えていたが、現在は Pristipoma 属はイサキ属 Pomadasys のシノニムとされている。
本属には12種が属し、2亜属を認める場合もある。
- Pristipomoides Bleeker, 1852 亜属
  - Pristipomoides auricilla (D. S. Jordan, Evermann & [S. Tanaka, 1927) (goldflag jobfish) キマダラヒメダイ
  - Pristipomoides filamentosus (Valenciennesv, 1830) (crimson jobfish, crimson snapper) オオヒメ
  - Pristipomoides flavipinnis S. Shinohara, 1963 (golden eye jobfish) キンメヒメダイ
  - Pristipomoides multidens (F. Day, 1871) (goldbanded jobfish, goldband snapper) ナガサキフエダイ
  - Pristipomoides sieboldii (Bleeker, 1855) (lavender jobfish) ヒメダイ
  - Pristipomoides typus Bleeker, 1852 (sharptooth jobfish) バラヒメダイ
- Platynius Gill, 1862 亜属
  - Pristipomoides amoenus Snyder, 1911 ウスハナフエダイ[4]
  - Pristipomoides aquilonaris (Goode & T. H. Bean, 1896) (wenchman) モモイロヒメダイ
  - Pristipomoides argyrogrammicus (Valenciennes, 1832) (ornate jobfish) ハナフエダイ
  - Pristipomoides freemani W. D. Anderson, 1966 (slender wenchman) ホソヒメダイ
  - Pristipomoides macrophthalmus (J. P. Müller & Troschel, 1848) (Cardinal snapper)
  - Pristipomoides zonatus (Valenciennes, 1830) (oblique-banded snapper) シマチビキ

ウスハナフエダイはFishbaseではハナフエダイのシノニムとして扱われているが、Catalog of Fishesでは有効種とされている。

## 形態
本属魚類はフエダイ科の中では小型から中型で、体は紡錘形で比較的細長いが、体高の高い種もいる。外側の歯は円錐形で、内側の歯は犬歯のようで、顎前部に存在する。鋤歯はV字形や三角形に並ぶが、ヒメダイは中央まで並んでおり、舌に歯がある唯一の種でもある。眼前に溝は無い。背鰭は一基で、10棘10-11軟条から成り、臀鰭は3棘7-8軟条から成る。背鰭と尻鰭には鱗が無く、最後の条は長く伸びる。胸鰭は長く、頭の長さの2/3で、15-17軟条から成る。尾鰭は二叉型。体の鱗は中型から小型。体色は通常桃色やバラ色だが、背面と側面上部が紫色やラベンダー色になることもあり、腹面と側面下部は銀色や白色。

## 分布・生態
本属魚類は、インド太平洋地域と大西洋西部の熱帯域に分布する。水深20-550mの比較的深い場所の岩場に生息する。単独または小さな群れで生活し、小魚、イカ、甲殻類、外洋性の尾索動物を捕食する肉食魚である。

## 人との関わり
底延縄や一本釣り、ビームトロールで捕獲される。肉質が良く、生鮮で販売されるが、冷凍保存される場合もある。西太平洋地域では重要な食用魚とされている。